# Thompson Mountain
Thompson Mountain är ett berg i Antarktis. Det ligger i Östantarktis. Australien gör anspråk på området. Toppen på Thompson Mountain är 2 350 meter över havet.
Terrängen runt Thompson Mountain är kuperad västerut, men österut är den bergig. Thompson Mountain är den högsta punkten i trakten. Trakten är obefolkad. Det finns inga samhällen i närheten. 